# Carina Vogt

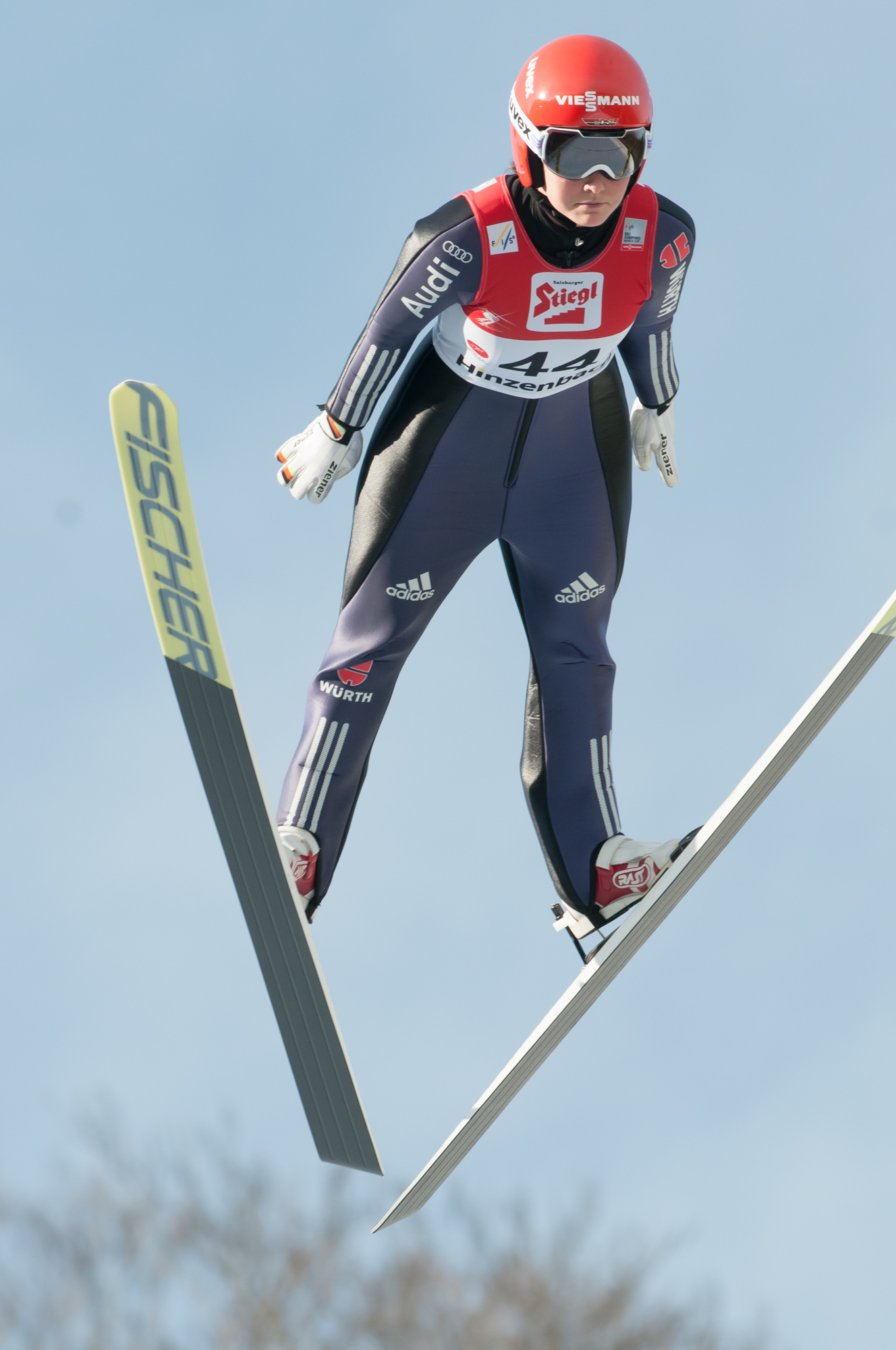
Vogt 2016 in Hinzenbach

Carina Vogt (* 5. Februar 1992 in Schwäbisch Gmünd) ist eine ehemalige deutsche Skispringerin. Bei den Olympischen Winterspielen in Sotschi 2014 wurde sie beim erstmals olympisch ausgetragenen Frauen-Skispringen Olympiasiegerin. 2015 und 2017 wurde sie bei den Weltmeisterschaften in Falun und Lahti jeweils Doppelweltmeisterin. 2019 wurde sie mit der Mannschaft Weltmeisterin im erstmals ausgetragenen reinen Frauen-Teamwettbewerb.

## Werdegang
Vogt kam als Sechsjährige mit dem Skispringen in Berührung, als der Skiclub Degenfeld ein Sommerferiencamp veranstaltete. Ihre ersten Sprünge absolvierte sie auf kleineren Schanzen mit Alpinskiern und war begeistert von der Sportart. Bis zum 13. Lebensjahr war sie im Turnen, in der Leichtathletik und im Reiten aktiv. Danach konzentrierte sie sich ganz auf das Skispringen. Sie besuchte das Skigymnasium in Furtwangen. Von dort wechselte sie auf das Hans-Baldung-Gymnasium Schwäbisch Gmünd, an dem sie ihr Abitur bestand.
2004 hatte sie beim FIS-Rennen in Meinerzhagen internationalen Einsatz und wurde 45. Seit 2006 nimmt sie an den Wettbewerben des Continental Cups teil. Bei ihrem ersten Einsatz in Klingenthal verpasste sie das Finale als 31. noch um einen Rang. Doch schon in ihrem nächsten Springen, 2007 in Villach, erreichte sie als Siebtplatzierte erstmals ein einstelliges Resultat. Als Vierte verpasste sie bei den Juniorenweltmeisterschaften 2007 in Tarvis knapp eine Medaille. Bei den Deutschen Meisterschaften 2008 in Oberhof gewann sie im Teamspringen mit Svenja Würth als Baden-Württemberg II die Silbermedaille. In der Saison 2007/08 kam sie im Februar im Continental-Cup in Baiersbronn mit dem dritten Platz erstmals auf das Podest. In der Gesamtwertung der Saison wurde sie 18. Bei den Deutschen Meisterschaften 2009 in Garmisch-Partenkirchen gewann Vogt als Zweite hinter Ulrike Gräßler erneut die Silbermedaille. In der Saison 2009/10 konnte sie zum Auftakt am 2. Januar 2010 im Rahmen der FIS-Ladies-Winter-Tournee auf der Großen Ruhesteinschanze in Baiersbronn ihren ersten Sieg feiern. Danach folgten ein zweiter Platz in Schonach und sechs weitere Top-Ten-Ergebnisse. Bei den Juniorenweltmeisterschaften 2010 in Hinterzarten belegte sie den fünften Platz. Die Saison 2010/11 verlief durchwachsen. Sie konnte an die guten Leistungen der Vorsaison nicht anknüpfen und belegte mit 154 Punkten am Ende den 31. Platz der Gesamtwertung. Bei den Juniorenweltmeisterschaften 2011 in Otepää erreichte sie von der Normalschanze den achten Rang. Zu Beginn der Saison 2011/12 startete sie im Dezember 2011 noch im Continental-Cup, bevor sie am 7. Januar 2012 ihr Debüt im Skisprung-Weltcup in Hinterzarten gab. Mit Platz 35 verpasste sie den zweiten Durchgang. Einen Tag später gewann sie mit Platz 30 den ersten Weltcup-Punkt. Beim Weltcup in Hinzenbach sprang sie auf den 6. und 13. Platz; dies waren ihre beiden besten Saisonergebnisse. Bei ihren vierten und letzten Juniorenweltmeisterschaften 2012 in Erzurum gewann sie im Einzel die Bronze- und im Team die Silbermedaille. Bei den Deutschen Meisterschaften 2012 in Hinterzarten sprang sie auf den fünften Platz. Im Sommer 2012 gewann sie im Grand-Prix in Hinterzarten im Einzel und belegte im Team den dritten Platz.
Die Saison 2012/13 begann in Lillehammer mit zwei vierten Plätzen im Team und Einzel. Danach folgten mehrere Top-Ten-Ergebnisse, darunter ein dritter Platz in Yamagata. In der Gesamtwertung belegte sie den siebten Platz. Bei den Weltmeisterschaften 2013 im Val di Fiemme wurde Vogt im Einzel Fünfte. Beim dort erstmals ausgetragenen Mixed-Mannschaftswettbewerb gewann sie an der Seite von Ulrike Gräßler, Richard Freitag und Severin Freund hinter Japan und Österreich mit der Mannschaft die Bronzemedaille. In der Saison 2013/14 erreichte sie bis zu den Olympischen Spielen bei Weltcupspringen acht Mal den zweiten oder dritten Platz. Beim olympischen Frauen-Skisprungwettbewerb 2014 in Sotschi wurde Vogt erste Olympiasiegerin in der Geschichte dieses Wettbewerbs. Dafür erhielt sie am 8. Mai 2014 von Bundespräsident Gauck das Silberne Lorbeerblatt. Nach ihrem Olympiasieg konnte sie nur noch beim Weltcup in Falun starten; anschließend musste sie die Saison aufgrund von Knieproblemen und einer Operation beenden. Bei den Deutschen Meisterschaften 2014 in Hinterzarten gewann sie die Bronzemedaille.
In der Weltcup-Saison 2014/15 holte sie auf der Zaō-Schanze in Japan ihren ersten Weltcupsieg, dem ein weiterer in Hinzenbach folgte; außerdem wurde sie vier Mal Zweite. Im Gesamtweltcup belegte sie mit 672 Punkten den dritten Rang. Bei den Nordischen Skiweltmeisterschaften 2015 wurde sie am 20. Februar 2015 beim Einzelspringen von der Normalschanze erstmals Weltmeisterin. Zwei Tage später gewann sie auch im Mixed-Wettbewerb zusammen mit Richard Freitag, Katharina Althaus und Severin Freund den Weltmeistertitel. Im 22. August 2015 wurde sie bei den Deutschen Meisterschaften in Oberstdorf Fünfte.
Im Februar 2017 gewann Vogt bei den Nordischen Skiweltmeisterschaften 2017 in Lahti wie zuvor 2015 die Goldmedaillen im Einzel und im Mixed-Teamwettbewerb (gemeinsam mit Svenja Würth, Andreas Wellinger und Markus Eisenbichler). Ein Jahr später erreichte sie bei den Olympischen Spielen in Pyeongchang den fünften Rang im Einzelwettbewerb.
Am 19. Januar 2019 gelang Vogt gemeinsam mit Juliane Seyfarth, Ramona Straub und Katharina Althaus der erste Weltcupsieg im Mannschaftswettbewerb auf der Zaō-Schanze in Yamagata. Am 9. Februar 2019 gewann sie auch den zweiten Mannschaftswettbewerb in der Weltcupsaison auf der Logarska dolina im slowenischen Ljubno gemeinsam mit Anna Rupprecht, Juliane Seyfarth und Katharina Althaus. Diese beiden Erfolge konnte das deutsche Team bei den Nordischen Skiweltmeisterschaften 2019 in Seefeld bestätigen, sodass Vogt gemeinsam mit Juliane Seyfarth, Ramona Straub und Katharina Althaus beim erstmals ausgetragenen Teamwettbewerb die Goldmedaille gewann. Im Einzelwettbewerb belegte sie als Titelverteidigerin den zehnten Platz.
Anfang Juli 2019 zog sich Carina Vogt bei einem Trainingssturz einen Riss des vorderen Kreuzbandes im rechten Knie zu, wodurch sie für die gesamte Saison 2019/20 ausfiel. Nachdem sie beim ersten Trainingslager zur Vorbereitung auf die Saison 2020/21 Ende Juli bereits Teil des deutschen Teams gewesen war, zwang sie ein Außenbandriss am Sprunggelenk zu einer weiteren Verletzungspause von sieben Wochen. Anfang Oktober kehrte sie zum Team zurück, doch bildete sich wenige Tage später in ihrem Knie eine Zyste, die sogar platzte. Aufgrund dieser Rückschläge ist sie in der gesamten Vorbereitung nicht gesprungen.
Im Mai 2022 beendete Vogt nach 16 Jahren ihre Karriere.

## Benennungen

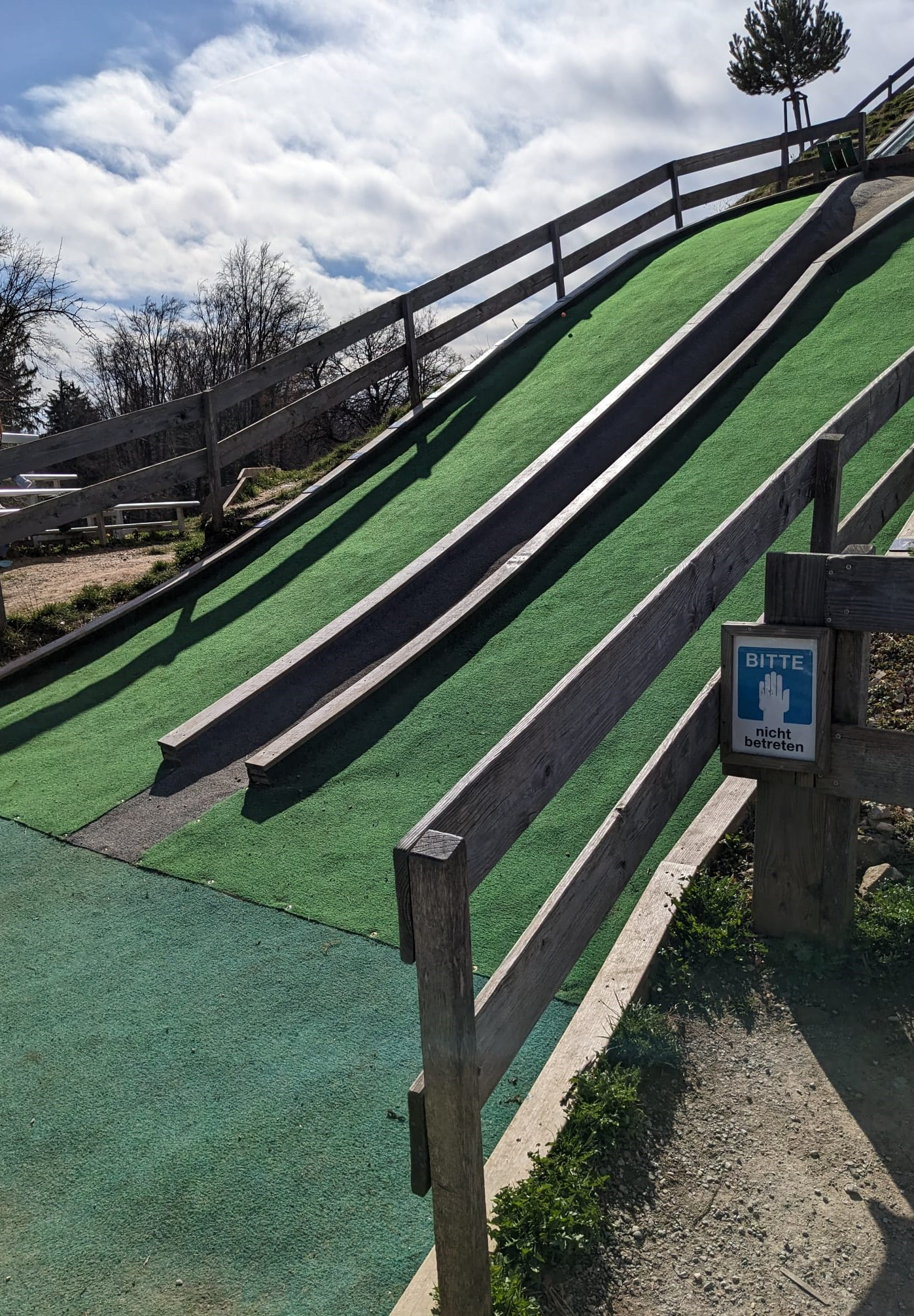
Carina-Vogt-Holzkugelschanzen, 2024

Am 1. März 2015 wurde in Degenfeld eine Straße unterhalb der Schanzenanlage Carina-Vogt-Weg genannt. 2019 wurde im Landschaftspark Wetzgau die Carina-Vogt-Kugelschanze eröffnet. Es handelt sich dabei um die originalgetreu nachgebauten Skisprungschanzen von Sotschi im Maßstab 1:10, auf der von zwei Schanzentischen Holzkugeln Skispringen können.

## Privates
Vogt wohnt in Waldstetten und startet für den SC Degenfeld. Nach ihrem Abitur 2011 wurde sie als Polizeimeisteranwärterin bei der Bundespolizei angestellt. Nach vierjähriger Ausbildung wurde sie Polizeimeisterin. Mittlerweile (2022) ist sie Polizeihauptmeisterin.

## Erfolge

### Olympische Spiele
- 2014 Sotschi: 1. Einzel
- 2018 Pyeongchang: 5. Einzel

### Weltmeisterschaften
- Val di Fiemme 2013: 5. Einzel, 3. Mixed-Team
- Falun 2015: 1. Einzel, 1. Mixed-Team
- Lahti 2017: 1. Einzel, 1. Mixed-Team
- Seefeld 2019: 10. Einzel, 1. Team

### Juniorenweltmeisterschaften
- Tarvisio 2007: 4. Einzel
- Hinterzarten 2010: 5. Einzel
- Otepää 2011: 8. Einzel
- Erzurum 2012: 3. Einzel, 2. Team

### Weltcupsiege im Einzel
| Nr. | Datum           | Ort        | Typ           |
| --- | --------------- | ---------- | ------------- |
| 1.  | 18. Januar 2015 | Yamagata   | Normalschanze |
| 2.  | 1. Februar 2015 | Hinzenbach | Normalschanze |

### Weltcupsiege im Team
| Nr. | Datum           | Ort      | Typ             |
| --- | --------------- | -------- | --------------- |
| 1.  | 19. Januar 2019 | Yamagata | Normalschanze 1 |
| 2.  | 9. Februar 2019 | Ljubno   | Normalschanze 2 |

### Continental-Cup-Siege im Einzel
| Nr. | Datum          | Ort         | Typ           |
| --- | -------------- | ----------- | ------------- |
| 1.  | 2. Januar 2010 | Baiersbronn | Normalschanze |
| 2.  | 13. März 2022  | Park City   | Normalschanze |

### Deutsche Meisterschaften
| Deutsche Meisterschaften | Deutsche Meisterschaften    | Deutsche Meisterschaften               | Deutsche Meisterschaften |
| ------------------------ | --------------------------- | -------------------------------------- | ------------------------ |
| Silber                   | 2008 Oberhof                | Vizemeisterin im Team mit Svenja Würth |                          |
| Silber                   | 2009 Garmisch-Partenkirchen | Deutsche Vizemeisterin im Einzel       |                          |
| Bronze                   | 2014 Hinterzarten           | 3. Platz im Einzel                     |                          |
| Silber                   | 2016 Berchtesgaden          | Deutsche Vizemeisterin im Einzel       |                          |
| Bronze                   | 2018 Hinterzarten           | 3. Platz im Team mit Ramona Straub     |                          |

## Statistik

### Platzierungen
| Saison  | Weltcup | Continental Cup | FIS-Ladies-Grand-Prix | Ladies Cup | Grand Prix |
| ------- | ------- | --------------- | --------------------- | ---------- | ---------- |
| 2006/07 | –       | 26.             | 54.                   | –          | –          |
| 2007/08 | –       | 18.             | 19.                   | –          | –          |
| 2008/09 | –       | 37.             | –                     | –          | –          |
| 2009/10 | –       | 08.             | 04.                   | –          | –          |
| 2010/11 | –       | 31.             | 09.                   | 03.        | –          |
| 2011/12 | 27.     | 66.             | –                     | –          | –          |
| 2012/13 | 07.     | –               | –                     | –          | 04.        |
| 2013/14 | 02.     | –               | –                     | –          | 27.        |
| 2014/15 | 03.     | –               | –                     | –          | –          |
| 2015/16 | 11      | –               | –                     | –          | –          |
| 2016/17 | 05.     | 11.             | –                     | –          | 02.        |
| 2017/18 | 06.     | –               | –                     | –          | –          |
| 2018/19 | 09.     | 28.             | –                     | –          | –          |
| 2019/20 | –       | –               | –                     | –          | –          |
| 2020/21 | 32.     | –               | –                     | –          | –          |

### Weltcup-Platzierungen
| Saison  | Platz | Punkte |
| ------- | ----- | ------ |
| 2011/12 | 27.   | 096    |
| 2012/13 | 07.   | 481    |
| 2013/14 | 02.   | 806    |
| 2014/15 | 03.   | 672    |
| 2015/16 | 11.   | 345    |
| 2016/17 | 05.   | 723    |
| 2017/18 | 06.   | 570    |
| 2018/19 | 09.   | 686    |
| 2020/21 | 32.   | 059    |

### Grand-Prix-Platzierungen
| Saison | Platz | Punkte |
| ------ | ----- | ------ |
| 2012   | 04.   | 154    |
| 2013   | 27.   | 054    |
| 2016   | 02.   | 160    |

## Auszeichnungen
- 2014: Goldener Ski[2]
- 2014: Silbernes Lorbeerblatt[3]
- 2014: 3. Platz Sportler des Jahres